# HafenCity
HafenCity è un quartiere di Amburgo, appartenente al distretto di Hamburg-Mitte.

## Storia
HafenCity è un progetto di riqualificazione di un'ex parte del porto di Amburgo, situato nelle immediate vicinanze del centro città. Il progetto prevede la riqualificazione di 155 ettari di lungomare, principalmente ex magazzini.
Si prevede che HafenCity ospiterà 12.000 residenti e 40.000 posti di lavoro entro il 2027. Una nuova linea della metropolitana, la U4, serve il quartiere.

## Caratteristiche
L'HafenCity occupa un'area di 155 ettari  in una zona di navigazione portuale adiacente al centro città, appena a sud della tradizionale Speicherstadt, un'area storica di magazzini in mattoni rossi.
Qui si sviluppano edifici per uffici, appartamenti, parchi, negozi, ristoranti, hotel, percorsi pedonali e aree ricreative e culturali. La posizione centrale e le dimensioni del progetto lo rendono unico nell'Unione europea. L'area di costruzione della HafenCity è di tremila metri da est a ovest e mille metri da nord a sud, il che significa che il centro crescerà del 40%. L'HafenCity destinerà circa un terzo della sua costruzione totale all'edilizia abitativa, compresi alloggi per anziani, appartamenti appositamente progettati con pulsanti di emergenza e servizi speciali.
Su 100 ettari di terreno - gli altri 55 ettari del progetto sono acqua - sono stati costruiti 1,8 milioni di metri quadrati, dando vita a 6.000 appartamenti residenziali - per circa 12.000 persone - e uffici sufficienti per ospitare 40.000 posti di lavoro. Inoltre, sono state edificate, a partire dal 2011, 10 chilometri di passerelle pedonali lungo l'acqua, una linea di metropolitana con due stazioni, musei e spazi aperti con nomi che evocano epopee transoceaniche: la Terrazza Magellano, la Terrazza Marco Polo o la Piazza Vasco da Gama.
Questo progetto di riqualificazione è stato guidato dalla costruzione di un grande auditorium, l'Elbphilharmonie, inaugurato nel 2017.
La città di Amburgo ha costruito anche altre strutture culturali e ricreative, come il Museo Marittimo Internazionale di Amburgo.
Per la costruzione degli appartamenti sono state contattate diverse società immobiliari, in modo che il progetto non diventasse una questione di élite, ma fosse accessibile a un ampio spettro di persone. Le costruzioni sono in molti casi poliedriche: nello stesso edificio si possono trovare, ad esempio, appartamenti, uffici e ristoranti.

## Galleria d'immagini

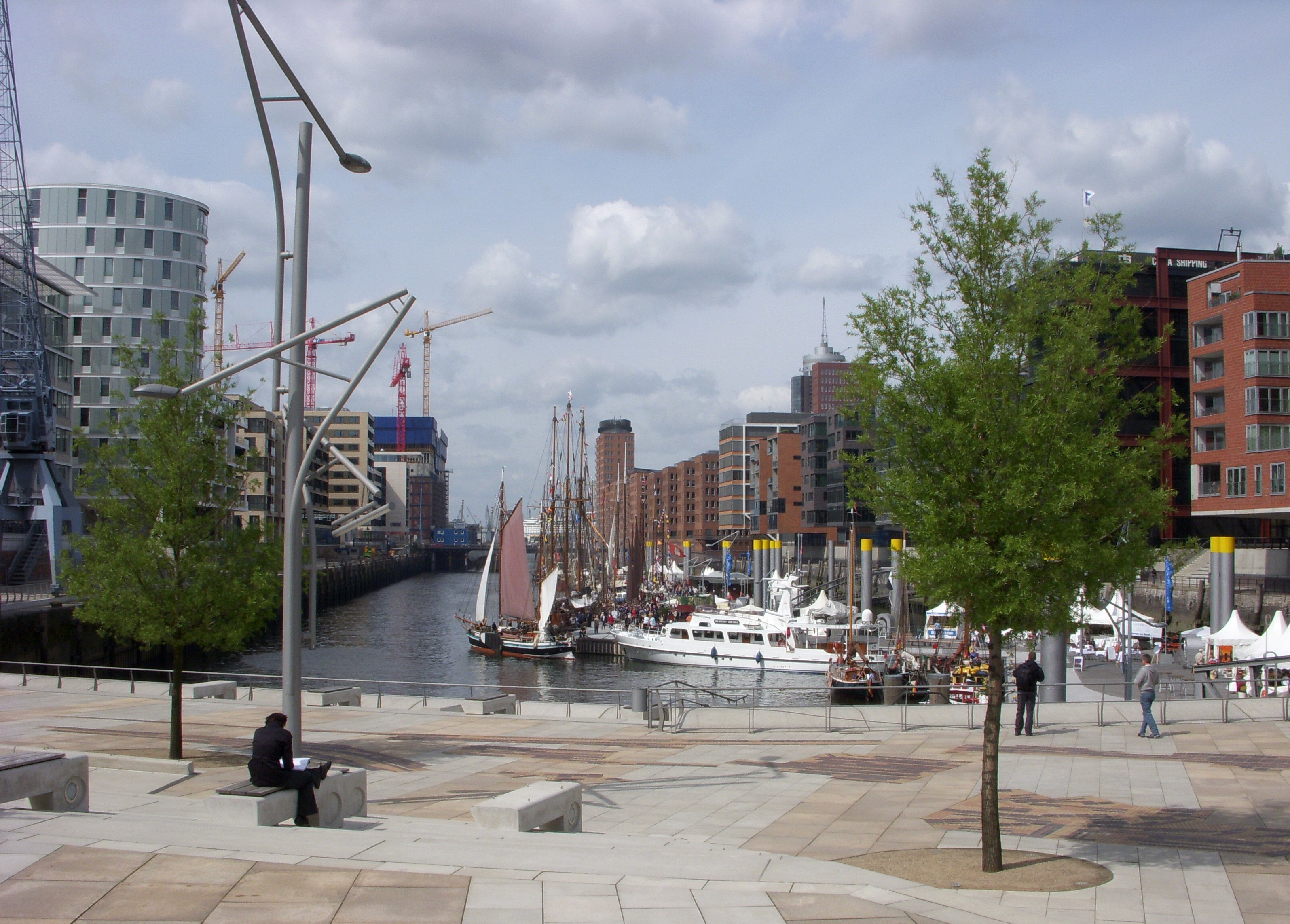
L'HafenCity nel 2009
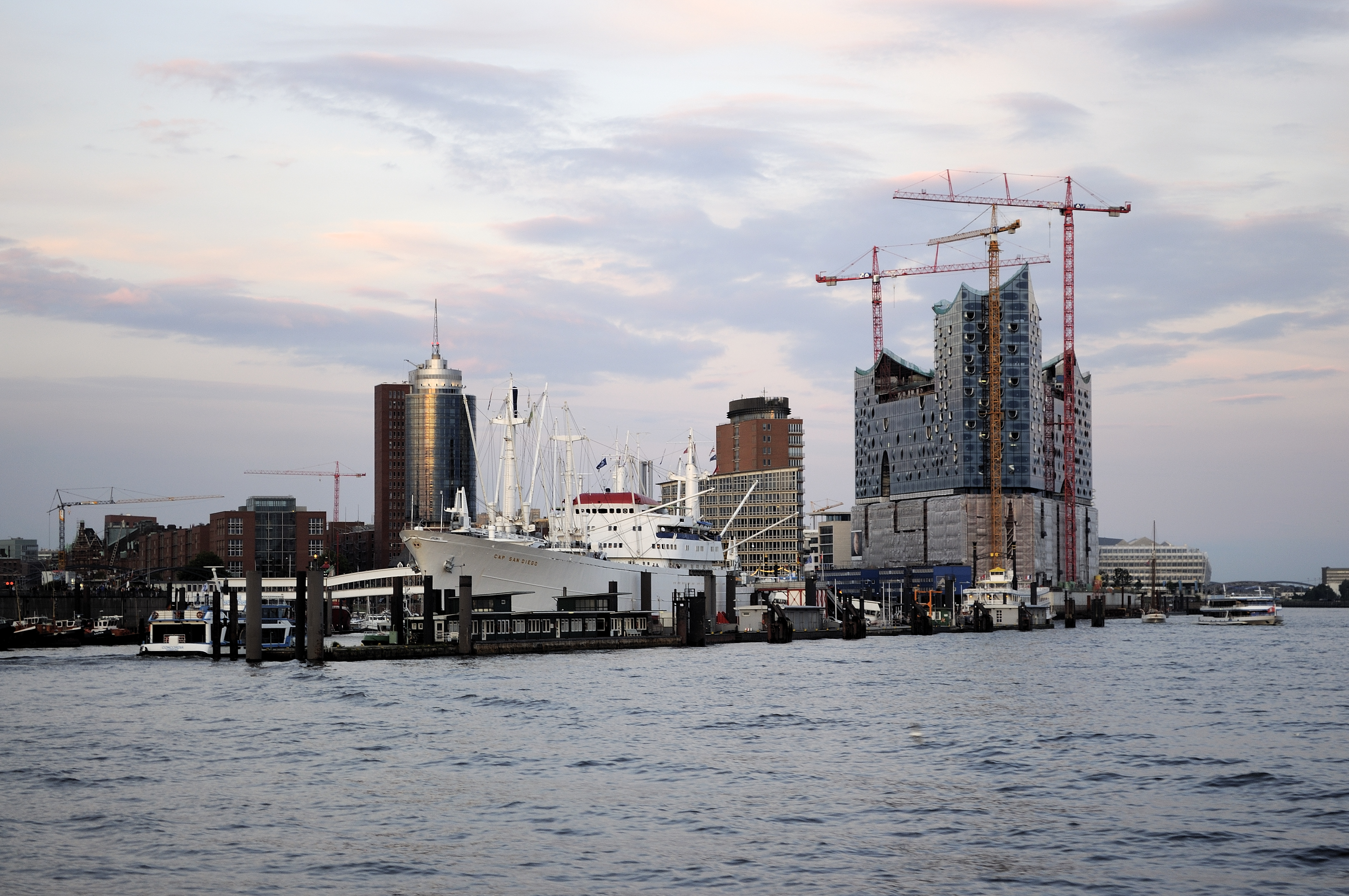
Vista dei lavori nel 2011, con il cantiere dell'Elbphilharmonie
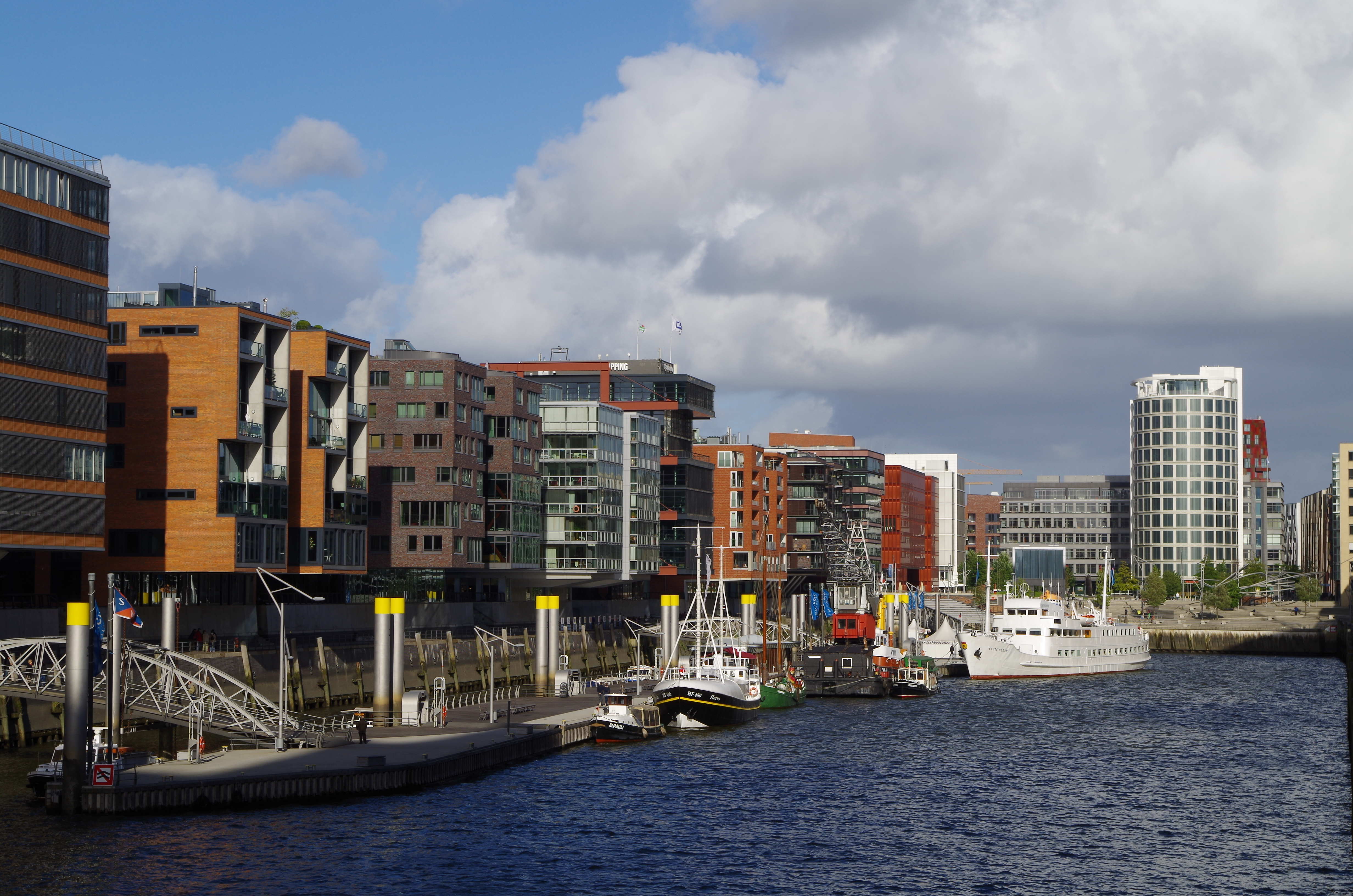
Palazzi lungo il canale Sandtorfleet
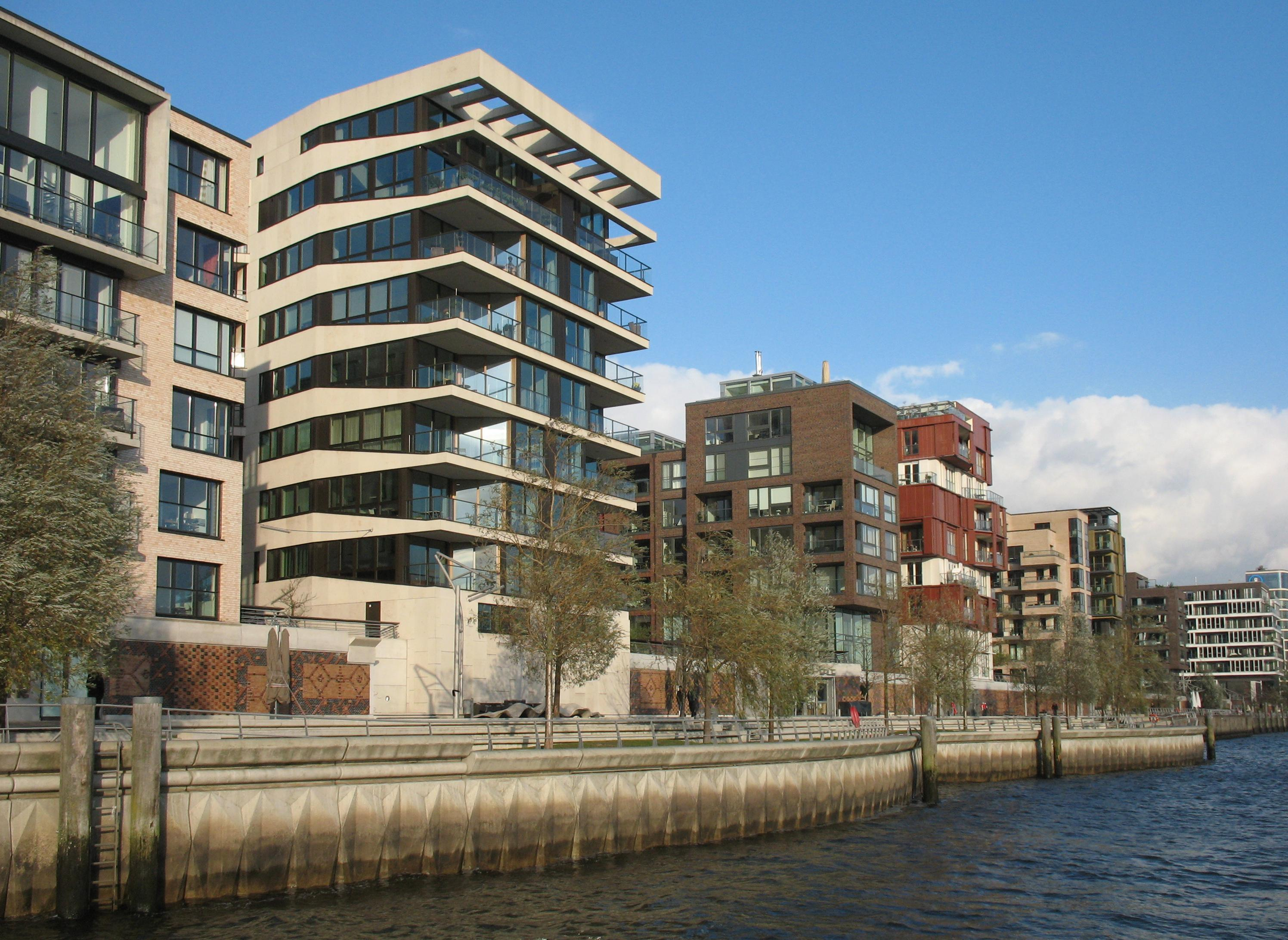
Edifici moderni sul canale Dalmannkai
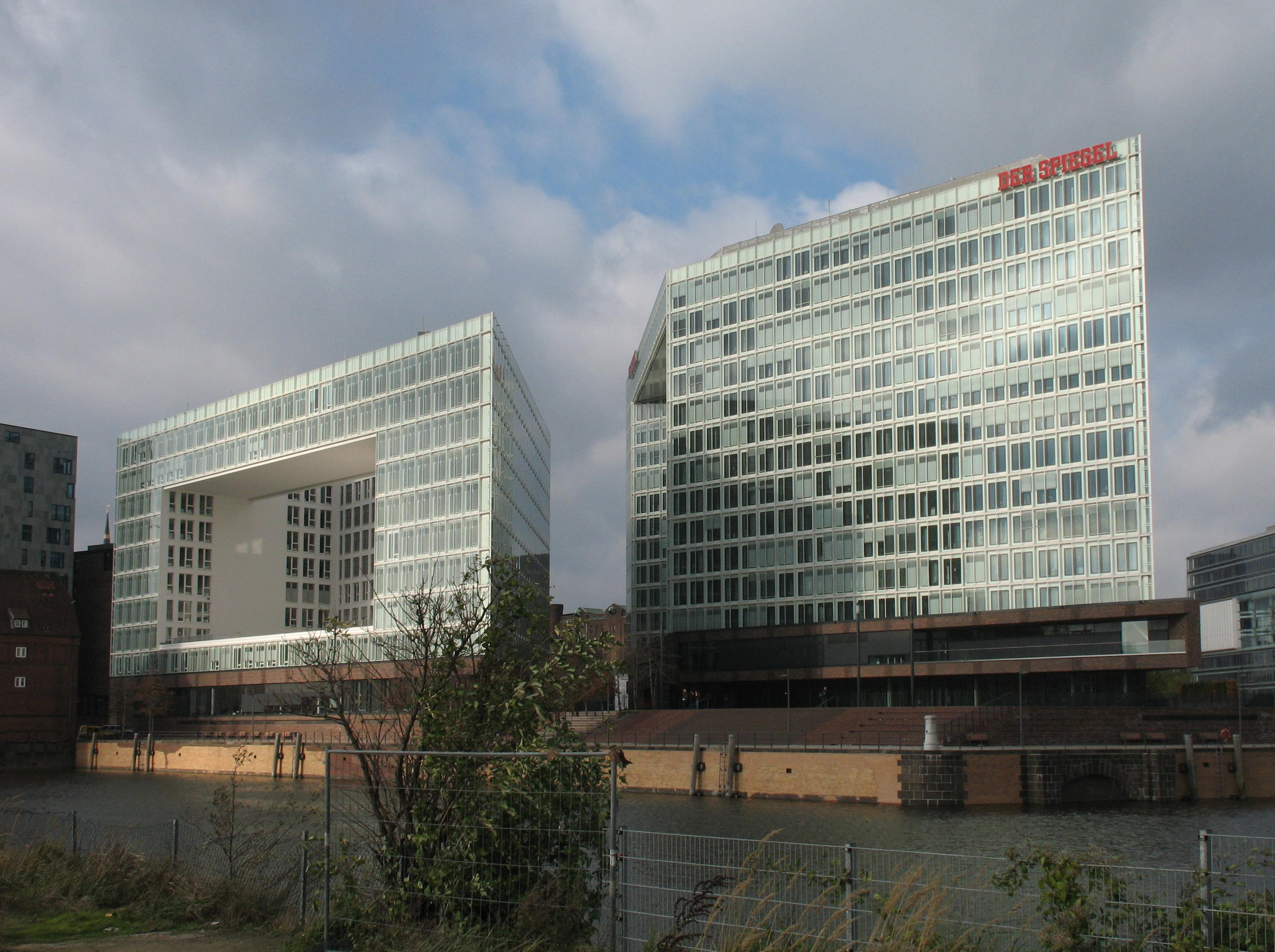
La nuova sede della testata giornalistica Der Spiegel